# 梁家偉
梁家偉（1988年7月30日—），曾經是香港賽馬會所屬見習騎師和澳門賽馬會所屬自由身騎師，孿生哥哥為現役自由身騎師梁家俊。

## 經歷
梁家偉較孿生哥哥梁家俊遲是10分鐘出生。接受馬會訓練後，前往塔斯曼尼亞實習。在237賽事中奪得11場頭馬。達到目標後，被香港賽馬會召來，獲發2009-10年度馬季的見習騎師牌照，並跟隨隸屬訓練馬師徐雨石馬房指導。2009年9月13日梁家偉首次於香港策騎馬匹上陣；11月7日策騎「酒勝」跑第二首次上名；11月29日取得第一場勝利，策騎中國陸家於最後直路狂奔，超越所有對手爆大冷勝出。其後策騎徐雨石馬房的「萬能」駒取得第二場勝利。
2010年9月8日，梁家偉於跑馬地賽事舉行期間，於9月5日的驗尿樣本中，驗出氯胺酮，立即被香港賽馬會停賽，其他同日賽事的座騎需要易配。結果被罰停賽六個月。於2011年5月被馬會撤銷牌照。2012年梁家偉於新西蘭繼續其騎師事業，加盟布樹庭（Trent Busuttin）馬房成為見習騎師。
2016年，梁家偉前往澳門，以澳門賽馬會見習騎師身份策騎。
2019年，梁家偉宣佈放棄澳門賽馬會自由身騎師牌照。
2024年2月19日，澳門賽馬會宣佈梁家偉獲簽發客串騎師牌照，有效期至2024年3月31日，但直至馬季結束未能取得頭馬，只取得兩場第二及一場第三。

## 香港策騎成績
| 年度      | 冠 | 亞 | 季 | 殿 | 第五 | 出賽次數 | 所贏獎金    | 備註     |
| --------- | -- | -- | -- | -- | ---- | -------- | ----------- | -------- |
| 2009-2010 | 14 | 20 | 14 | 19 | 16   | 264      | $12,034,200 | 策騎首季 |
| 2010-2011 | 0  | 0  | 1  | 1  | 3    | 6        | $214,025    | 第2季    |